# 다리우스 작클리
다리우스 작클리(독일어: Darius Zackly, 일본어: ダリスᆞザックレー dariusu zakkureー 다리우스 잣쿠레ー[*], 영어: Darius Zackly)는 만화 《진격의 거인》의 등장인물이다. 854년까지 파라디 섬 엘디아국의 병단의 총통이자 사실상의 행정부 실권자인 거물이었다. 에르빈 스미스와 나일 도크보다 연배와 경험이 풍부한 군인으로 도트 픽시스와 오랜 시절 알고 지낸 걸로 보아 총통이 되기 전에는 주둔병단 출신이었을 것으로 추정된다. 한 나라 한 민족의 수장이자 최고 통수권자인 만큼 진격의 거인이 스토리 전개 중에 정치와 외교 파트를 다룰 때 가장 존재감 있는 비중을 차지한다.
일국의 총통이란 최고 통치자의 위치에 선 정치인답게 철저히 '모든 사물을 자국의 인류에게 이득이 되는가 안 되는가'에 중점을 두어 평가하는, 인류 중심적인 사고 방식을 띤 인물이다.

## 능력치
공식 능력치에 따르면 모든 분야에서 10점 만점에서 1점을 추가한 11점을 거머쥔 경이로운 스펙과 명석한 실무 능력의 소유자이다. 사려 깊음이 11점, 유연성에서 11점, 행동력에서 11점, 위엄에서 11점, 부하의 신뢰에서도 11점, 하나도 다 빠지지 않고 11점을 차지할 만큼 군사 정치 체계인 엘디아국의 원수로서 가져야 할 모든 능력에서 최상위권을 자랑한다. 파라디 섬 엘디아국의 군사 정권을 가르는 세 개의 병단 헌병단, 조사병단, 주둔병단의 권한을 쥐고 있는 사실상 군부의 원수이자 실권자이다.

## 상세
헌병단, 주둔병단, 조사병단을 총괄하는 3개 병단의 '최정점'으로 병단의 최고 책임자이자 실권자이며 직위는 총통이다.
그러나, 조사병단의 쿠데타 이전까지는 왕정의 군 지휘권을 가지고 있는 '최상위 의사 결정 기관의 4인방'이 사실상 우위에 있었다는 것이 드러났다. 쿠데타 이후 왕정의 최측근들을 몰아내고 나서야 다리우스 작클리는 그의 병단내 실권을 확고히 할 수 있었다.
패러미터만 따지자면 최고의 지휘관이지만, 이쪽은 에르빈 스미스나 도트 픽시스 쪽과 달리 행정적인 분야에서 뛰어난 두각을 보이는 거라 사실상 비교가 어렵다.

## 작중 행적

### 에렌 예거에 대한 지하 심의소 출두
에렌 예거가 거인화할 수 있다는 것이 드러나자 에렌의 처우에 대한 심의를 하기 위해 지하 심의장으로 왔는데, 도트 픽시스의 말에 따르면 그의 판단 기준은 인류에게 이익인가 해가 되는 것으로 해가 된다면 망설임 없이 에렌을 처분할 것이라 했다.
헌병단, 조사병단 등이 의원 에렌의 신변에 대한 입장들을 듣고 에르빈 스미스에게 작전 수행의 출발점이나 픽시스에게 확인차 트로스토 구의 벽을 봉쇄한 것에 대해 물었으며, 방벽과 관련된 것으로 인해 닉과 상인이 말싸움을 다투자 조용히 하게 했다. 에렌에게도 질문해서 거인의 힘을 사용하고 있다는 것을 듣고 트로스트 구 공방전 보고서에는 거인화 직후 미카사 아커만을 향해 주먹을 휘둘렀다는 사실을 이야기했다. 그 후 미카사가 에렌의 이로운 점에 대해 열변을 토하지만 헌병단장 나일 도크가 그가 에렌을 객관적으로 보지 못하고 있다는 점을 지적해 무시당한다.
헌병단이 에렌이 과거에 강도 셋을 살해한 점을 이야기하면서 보수파 세력과 성직자들은 에렌을 죽이자고 크게 반발하는데, 이 내용에 폭발한 에렌이 자신에게 투자하라고 소리치면서 분위기가 험악해지자 리바이가 에렌을 강냉이 털리게 걷어차서 조사병단에서 에렌을 책임질 수 있다는 것을 보여준다. 또한 에르빈이 에렌의 관리를 리바이에게 맡기고 벽 외 조사를 하면서 에렌이 인류의 이익이 있는 존재가 되는지 그 조사 결과로 판단해달라고 제안하자 에렌을 조사병단에게 맡기기로 판결한다.
원작에서는 아르민 아를레르트가 본인을 이안 디트리히, 도트 픽시스와 함께 '무언가를 바꾸기 위해서 소중한 것을 버릴 수 있는 사람'이라 생각하는 장면이 나오지만 애니판에서는 짤렸다.

### 반 레이스 왕정 쿠데타
61화에선 오랜만에 등장. 월 로제의 인류를 버린다는 선택을 한 왕정의 모습에 "그럴 줄 알았다"는 말을 하며 등장한다. 이리하여 왕정 직속인 중앙헌병단을 제외한 3개 병단 모두가 왕정에 대항하는 형태가 되었고 쿠데타는 성공적으로 마무리되었다.
62화의 에르빈 스미스와의 대화에서 왕정에 대한 그의 심경이 드러난다. 오래 전부터 부패한 왕정에 대한 쿠데타를 생각하고 있었으며 픽시스가 아니었더라도 생전에 쿠데타를 시도했을 것이라고 밝혔다. 이 때의 대사와 표정은 선역이라 보기 어려워서 벽 내 인류를 좌지우지하는 독재자가 될 가능성도 꽤 높다. 픽시스는 총통의 이런 의중을 짐작하고 있었기에 왕정이 폭거를 지속하지 않았다면 도리어 그에게 맞설 생각까지도 했다고 한다. 그리하여 쿠데타에 성공한 후 그의 변태 본성을 드러냈다. 왕정의 귀족을 직접 심문하는데, 이 심문 방식이 괴기스럽고, 해괴하게 엽기적이다. 심문대상을 벌거벗겨 고문용 팬티만 입히곤 알몸으로 만드는데, 무릎 아래까지는 특별히 허용한다고 레이스가 달린 니 삭스(Knee socks)만큼은 벗기지 않았다. 거꾸로 눕혀 앉힌 다음, 엉덩이에는 깔때기를 꽂고 국부에는 호스를 씌워 그걸 입에다 물리는데 작클레는 그 뒤 이렇게 말했다.
"앞으로는 모든 식사를 '아래'로 섭취하시게 될 겁니다.", "1주일에 한 번은 백성들 앞에 그 모습을 선보일 겁니다."
그 모습이 적나라하게 나오는 원작과 달리 다리우스의 위치를 조정해서 그 모습을 카메라 앞에서 다리우스가 일부 가리는 걸로 바꿨다. 그래서 시청자들에겐 직접적으론 보이지 않는 식. 젤 사네스의 고문 장면에서 뽑은 손톱을 보여주는 장면도 이런 식으로 위치를 조정해 직접 보여주길 피하도록 순화한 전례가 있다. 오리유의 몰골을 보고 아름답다고 하며 눈물을 글썽일 만큼 고문에 심취한 상태라는 것이다. 쿠데타가 성공한 현 시점에서 3대 병단의 총통인 본인은 벽 안의 최고권력자라 할 수 있는데, 그런 사람이 직후 보여주는 태도라는 게 고작 이런 꼴이라 이대로라면 동료인 도트 픽시스도 "평생을 바쳐 하고 싶었던 일이 고작 그런 짓이라니..."라며 그의 행동을 매우 한심해 한다.
70화에선 이성과 광(狂)기를 오가는 모습을 보였는데 병단회의에서 그간의 보고를 받으면서 월 마리아 수복에 따른 시간시나 구의 있는 예거 가의 지하실에 그가 찾는 것이 있기를 빌었고, 이후 밀실에서 리바이가 죽어가는 케니에게 획득한 거인화 물질이 들어 있는 주사를 두고 에르빈을 지목했다. 이야기가 오간 다음, 한편으로 슬슬 자신의 작품을 선보이고 싶다고 말하기도. 그 작품이 어떤 건지 알고 있는 픽시스가 기겁을 하며 "그런 끔찍한 것을 백성들에게 선보였다간 병단에 대한 신뢰까지 곤두박질칠 걸세."라며 차분하면서도 엄숙히 반대했다. 이때 하는 말이 "예술을 모르는 녀석들 같으니"다. 어찌 됐든 백성 앞에 그 모습을 선보인다는 건 결국 포기하게 된 모양.
고문 방식은 심각하게 문제가 있지만, 그 귀족들이 여태까지 무슨 짓을 하고 살아왔는지 아는 독자 입장에선 고문 당하는 것도 나름 자업자득인 셈. 그리고 바꿔 말하면 쿠데타 전까진 자신의 가학 본능을 억누르고 민간인에게 해는 끼치지 않고 행동했음을 생각하면 공과 사는 구분하는 타입이다. 《111화: 숲 속의 아이들(森の子ら)》에서 오랜 세월을 함께 보내 온 군인이자 경력과 연륜이 비슷한 도트 픽시스는 자신이 폭사한 정황을 두고
"난 기나긴 세월에 걸쳐 작클레와 함께 지내 왔고 그를 지켜 봐 왔지. 혁명을 일으켜서 올라온 직위라면 그 직위를 거머쥔 자신도 누군가가 일으킨 혁명으로 물러나는 것을 거부하지 않아."
라고 언급했으며 자신도 쿠데타의 주동자 중 한 명이면서도 정권이 교체된 이후에도 특정한 세력에 의한 쿠데타가 일어나지 않을 것이라는 보장도 없다는 걸 자각하고 있었다. 언젠가 자리에서 내려 와야 할지도 모른다는 생각도 하고 있었다는 걸 감안하면 적어도  무능하고 정치적인 책임조차 일절 짊어지려 하지 않았던 귀족들과 정 반대로 권력과 직책에 대한 막강한 책임감을 가지고 있고, 비교적 권력욕과도 거리가 먼 복합적인 인간상이었다.

### 854년:레벨리오 전투이후 예거파에 의한 폭발 테러
110화에서 반 마레파 의용병단의 행동대장 옐레나와 밀담하고 적국을 마구잡이로 단독 습격한 혐의로 구속 처리된 에렌과의 면회를 신청한 미카사와 아르민의 요청을 거부했다. 그리고 대놓고 인정하지는 않았지만 에렌을 버리고 시조의 계승자를 준비하려는 낌새를 보였다. 그리고 총통의 방 안의 조사병단 신병들이 옮겨놓은 의자는 쿠데타 직후 최상위 의사 결정 기관의 대귀족 4인방 상회 회장 델레토프, 군 지휘관 제랄드, 귀족 왕정 장관 오리유, 월교 교주 로데리히를 묶어놓고 분뇨를 도로 마시게 하는 고문을 시켰던 그 의자이다. 그런데 미카사가 에렌은 이제 어떻게 되는 거냐고 묻자 난감하다는 눈빛을 짓더니 이 고문 의자를 슥 쳐다봤다. 결국 미카사와 아르민이 얻은 것 없이 총통 전용 사무실에서 나오자 곧 고문 의자에 설치되어있던 폭탄 때문에 결국 처참하게 폭사했다. 폭탄은 예거파에 가담하고 있던 조사병단 신병들이 옮기면서 설치한 것으로 추정된다.
사인(死因)은 폭탄 테러로 온 몸의 사지가 갈기갈기 찢겨지고 형체도 누구였는지 알아볼 수 없는 굉장히 잔혹한 최후로 본편 시나리오에서 퇴장하고 말았다. 지크 예거에 의해 파라디 섬이 완전히 장악당하고 레벨리오 전투 때문에 세계와의 대전쟁이 확실시된 현 상황을 어떻게든 타개하기 위해 에렌을 버림패로 써서 불안한 정권을 원 궤도로 되돌리고 분란을 해결하려고 했지만 에렌을 옹호한 병단 내부 세력에게 테러로 죽임당했다.
결국 일국의 군사 최고 지휘관이자 대통령을 겸하는 실질적인 국가원수가 하루 아침 만에 폭사해 버린 것을 시작으로 파라디 섬은 엄청난 분란에 휩싸이게 된다. 작클리와 연배와 연륜이 많은 도트 픽시스 남방 사령장관이 총통의 권한을 대행하여 총통과 헌병단이 작당하고 에렌의 거인들을 계승시키려 한 정황으로 냉전에 치달을 뻔한 조사병단과 헌병단의 대립을 중단시켜야 했다. 허나 도트 픽시스와 헌병단장인 나일 도크, 대다수의 고위 간부들마저 119화에 지크의 포효 공격으로 강제 거인화당하고 병단 전체가 괴멸되었다. 무엇보다 작클리도 옐레나와 예거파가 수많은 경로로 병단 내로 퍼트린 와인을 마셨을 가능성이 농후하기 때문에 적어도 인간으로서의 자아가 말살당하고 끔찍한 식인 괴물로 변이당한 이들과는 그나마 인간인 채로 편안한 최후를 맞이한 셈이다.